# 天主教阿爾塔穆拉-格拉維納-阿夸維瓦德萊豐蒂教區
天主教阿爾塔穆拉-格拉維納-阿誇維瓦德萊豐蒂教區（拉丁語：Dioecesis Altamurensis-Gravinensis-Aquavievensis），是義大利一個天主教教區。屬巴里-比通托總教區。
教區包括巴里省南部共六市，教座位於阿爾塔穆拉。2012年有教友168,500人，佔總人口98.8%。有四十個堂區、司鐸九十一名。現任教區主教為若望·里丘蒂。

## 歷史

### 格拉維納教區
格拉維納教區第一位文獻記載的主教出現於817年，969年與附近幾個教區組成了一個拜占廷禮教省。教區10世紀時被撤銷，但11世紀諾曼人征服當地後得以恢復，同時教區從拜占庭禮轉為拉丁禮。1068年起屬阿切倫薩總教區。
1818年6月27日教區與蒙特佩洛索教區聯合，並改屬聖座，直到1976年10月11日兩教區才分開。

### 阿爾塔穆拉暨阿誇維瓦德萊豐蒂自治監督區
腓特烈二世在1230年重新建立阿爾塔穆拉後，興建了聖母升天教堂，並使之獨立於教宗和宮廷。後來更逐漸提升至接近教區的地位。阿誇維瓦在1848年8月16日升為自治監督區，與阿爾塔穆拉聯合。

### 合併
1978年4月25日起三個教區由同一主教牧養，1980年10月20日同歸巴里-比通托教省管轄並於1986年9月30日合併並易名至今。